# Cantonul Pléneuf-Val-André
Cantonul Pléneuf-Val-André este un canton din arondismentul Saint-Brieuc, departamentul Côtes-d'Armor, regiunea Bretania, Franța.

## Comune
- Erquy
- Planguenoual
- Pléneuf-Val-André (reședință)
- Plurien
- Saint-Alban